# Open Your Eyes (musikalbum av Goldfinger)
Open Your Eyes är Goldfingers fjärde officiella album. Albumet släpptes den 7 maj 2002.

## Låtlista
1. "Going Home" – 1:36
2. "Spokesman" – 2:33
3. "Open Your Eyes" – 2:47
4. "Decision" – 2:51
5. "Dad" – 3:00
6. "Tell Me" – 2:14
7. "Liar" – 0:20
8. "January" – 3:42
9. "Happy" – 2:42
10. "Woodchuck" – 0:51
11. "It's Your Life" – 2:24
12. "Spank Bank" – 1:20
13. "Youth" – 2:29
14. "Radio" – 3:24
15. "FTN" (Fuck Ted Nugent) – 2:01
16. "Prank Calls" (hidden track) – 2:14
17. "Wayne Gretzky" (hidden track) – 1:42